# Siphona singularis
Siphona singularis là một loài ruồi trong họ Tachinidae.